# Vigano (Gaggiano)
Vigano è una frazione del comune di Gaggiano in provincia di Milano, posta a sud del centro abitato, verso Rosate.

## Storia
Fu un antico comune del Milanese.
Fin dal 1573 Vigano fu sede di parrocchia. In base al censimento voluto nel 1771 dall'imperatrice Maria Teresa, Vigano contava 611 anime. Alla proclamazione del Regno d'Italia nel 1805 risultava avere 550 abitanti, essendosi quindi spopolata. Nel 1809 annesse con regio decreto di Napoleone il soppresso comune di Barate, ma poi nel 1811 a sua volta cancellata e sottoposta all'amministrazione comunale di Gaggiano. Il Comune di Vigano fu quindi ripristinato con il ritorno degli austriaci, venendo però spostato in Provincia di Pavia. Nel 1859, quando fu riportato sotto Milano, il paese era salito a 601 abitanti, mentre nel 1864 mutò nome in Vigano Certosino, per disambiguarlo da altri omonimi comuni essendo nel frattempo intervenuta l'unità d'Italia. Un regio decreto di Vittorio Emanuele II del 7 marzo 1869 sciolse definitivamente il comune, annettendolo per sempre a Gaggiano.

## Monumenti e luoghi d'interesse
Di fianco alla Certosa di Vigano sorge la chiesa parrocchiale, dedicata ai Santi Eugenio e Maria, si è sempre considerato come dati di edificazione il 1499, ma da accurati studi delle documentazioni la sopracitata data è da considerarsi come quella dell'ampliamento della chiesa, che perciò è più antica.
Fu costruita ad una sola navata con un soffitto a cassettoni; più tardi essendo insufficiente per la popolazione furono aggiunte due navate laterali con il soffitto a volta. Essendosi poi guastato il soffitto a cassettoni, anche alla navata centrale fu dato un soffitto a volta ad imitazione delle navate laterali. Nonostante queste trasformazioni la chiesa conserva la più pura e antica forma dello stile romano-lombardo. Molto particolare la facciata, con affreschi di Bernardino De' Rossi.
A Vigano vi è una caratteristica cascina chiamata Sporzano dove vi è una chiesa dell'epoca romana divisa a sua volta in 2 parti, la vera e propria cascina e la località che sono di 2 famiglie diverse. Inoltre, di fianco alla chiesa dei Santi Eugenio e Maria, si trova un ospizio di antica fondazione, già dipendente dalla Certosa di Pavia.
Il campanile è dotato di un concerto di 5 campane in Fa#3 fuso dalla ditta dei Fratelli Barigozzi di Milano. Le campane suonano a sistema ambrosiano e sono dotate della tastiera, per il suono a festa manuale delle campane.
| Campana | Nota nominale | Dedicazione                                                                                   | Fonditore e Anno di fusione | Diametro |
| ------- | ------------- | --------------------------------------------------------------------------------------------- | --------------------------- | -------- |
| I       | Do#4          | Crocifisso, San Gerolamo, i Re Magi, San Francesco, Madonna                                   | Fratelli Barigozzi nel 1948 | 623.5 mm |
| II      | Si3           | Crocifisso, San Rocco, San Carlo Borromeo, Madonna Addolorata, Sant’Agata                     | Fratelli Barigozzi nel 1898 | 702 mm   |
| III     | La#3          | Crocifisso, Sacro cuore di Gesù, San Sebastiano, San Luigi Gonzaga, San Giovanni da Copertino | Fratelli Barigozzi nel 1883 | 747.5 mm |
| IV      | Sol#3         | Crocifisso, San Rocco, San Paolo, Sant’Antonio Abate, Immacolata Concezione                   | Fratelli Barigozzi nel 1921 | 845 mm   |
| V       | Fa#3          | Crocifisso, Pietà, Sant’Ambrogio, San Paolo, San Giuseppe                                     | Fratelli Barigozzi nel 1898 | 953 mm   |